# ۳۶۵ روز: امروز
۳۶۵ روز: امروز (به لهستانی: 365 Dni: Ten Dzień)؛ (به انگلیسی: 365 Days: This Day) فیلمی در ژانر درام عاشقانه و با زمینه شهوانی، به کارگردانی باربارا بیاوُوُنس و توماش ماندس محصول سال ۲۰۲۲ کشور لهستان است. این فیلم که دنباله فیلم ۳۶۵ روز است، در ۲۷ آوریل ۲۰۲۲ در سراسر جهان در نتفلیکس منتشر شد و با استقبال گستردهٔ منفی منتقدان مانند فیلم قبلی مواجه شد. دنباله‌ این فیلم با نام ۳۶۵ روز آینده در ۱۹ اوت ۲۰۲۲ از نتفلیکس منتشر شد.

## داستان
فیلم با ازدواج ماسیمو و لورا شروع می‌شود. لورا به دلیل تصادفی که در صحنه‌های پایانی فیلم قبلی رخ داد، نوزاد خود را از دست داده‌است. آنها هر دو خوشحال هستند تا اینکه لورا شروع به احساس بی حوصلگی می‌کند، زیرا او کاری برای انجام دادن ندارد در حالی که ماسیمو مشغول کار خود است. مشاجره‌های روزانه، او را به سمت ناچو، باغبان خانه‌شان سوق می‌دهد. یک شب در یک مهمانی در خانه ماسیمو، لورا ماسیمو را در حال سکس با دوست دختر سابقش آنا می‌یابد. لورا عصبانی شده و مهمانی را ترک می‌کند و سپس با ناچو روبرو می‌شود. هر دو به جزیره‌ای فرار می‌کنند. در همین حال، ماسیمو در مورد اتفاقی که افتاده گیج می‌شود و شروع به جستجوی لورا می‌کند. لورا شروع به لذت بردن از زندگی خود در جزیره می‌کند و در عین حال در مورد داشتن رابطه جنسی با ناچو خیال‌پردازی می‌کند. یک روز ناچو به لورا می‌گوید که پدرش را ملاقات کند و به او می‌گوید که پدرش باند مافیایی رقیب ماسیمو است. لورا شوکه شده و احساس می‌کند به او خیانت شده‌است، اما همچنان ناچو را تا محل پدرش همراهی می‌کند. لورا با چند نگهبان می‌ماند و ناچو به ملاقات پدرش می‌رود. ماسیمو با پدر ناچو بحث می‌کند و مشخص می‌شود که آنها لورا را با خود دارند. ناگهان ناچو متوجه می‌شود که لورا را با گاردهای اشتباه رها کرده‌است و ماسیمو و ناچو برای نجات لورا هجوم می‌آورند. در همین حال، لورا توسط برادر دوقلوی ماسیمو، آدریانو، ربوده می‌شود. مشخص می‌شود که شبی که لورا ماسیمو را در حال سکس با آنا پیدا کرد، درواقع آدریانو را دیده بود. ماسیمو وارد محل می‌شود و سعی می‌کند لورا را نجات دهد. ماسیمو و آدریانو همیشه رقیب یکدیگر بودند و همه این‌ها بخشی از برنامه آدریانو بود. لورا می‌دود و آنا به او شلیک می‌کند و ماسیمو هم به آدریانو شلیک می‌کند. فیلم با خوابیدن لورا در آغوش ماسیمو به پایان می‌رسد.

## بازیگران
- آنا-ماریا شِـکلوتسکا در نقش لورا بیل
- ماگدالنا لامپارسکا در نقش اولگا
- میکِله مورونه در نقش ماسیمو توریچلی
- اوتار سارالیدزه در نقش دومنیکو
- سیمونه سوزینا در نقش ناچو
- اِوا کاسپژیک
- ناتاشا اورباینسکا
- بلانکا لیپینسکا
- ناتالیا شیویتس
- کارولینا پیسارِک
- داریوش یاکوبوفسکی
- توماش ماندس
- روبرت وابیخ

## بازخورد
در وبگاه جمع‌آوری نقد راتن تومیتوز، ٪۰ از ۱۷ بررسی منتقدان مثبت است و میانگینِ امتیاز آن ۲٫۱/۱۰ است. این فیلم در متاکریتیک که از میانگین وزنی استفاده می‌کند، بر اساس نظر ۵ منتقدین امتیاز ۸ از ۱۰۰ را کسب کرده که نشان‌گر «نقدهای نپسندیده» است.

## دنباله
دنباله این فیلم با نام ۳۶۵ روز آینده در ۱۹ اوت ۲۰۲۲ در نتفلیکس منتشر شد.